# Kleidotoma tetratoma
Kleidotoma tetratoma är en stekelart som först beskrevs av Hartig 1841.  Kleidotoma tetratoma ingår i släktet Kleidotoma, och familjen glattsteklar. Arten är reproducerande i Sverige.